# Madame du Barry
Madame du Barry (za svobodna Jeanne Bécu de Cantigny, zvaná též Mademoiselle de Vaubernier, po sňatku hraběnka du Barry, 19. srpna 1743, Vaucouleurs – 8. prosince 1793, Paříž) byla milenka francouzského krále Ludvíka XV. v letech 1769–1774.

## Život
Narodila se jako Marie-Jeanne Bécu v lotrinském Vaucouleurs v chudé rodině. Byla nemanželskou dcerou švadleny Anny Bécu. Jméno otce není známé. Neprovdaná Anna Bécu se brzy po narození dcery přestěhovala do Paříže. Zde se stala Anna milenkou bohatého vojenského dodavatele, který jí rychle zajistil sňatek se svým zaměstnancem Nicolasem Rançonem. Ten byl brzy po sňatku poslán služebně na Korsiku a jeho zaměstnavatel se tak mohl dál nerušeně stýkat se svou milenkou, nyní už počestnou paní, nesoucí příjmení Rançon. Její malá dcera Marie-Jeanne byla poslána do kláštera Sainte-Aure, kde strávila devět let. Po návratu z kláštera přijala místo společnice u madame de La Garde a zanedlouho se ukázalo, že po své matce Anně zdědila nejen krásu, ale také poněkud volnější mravy. Madame de La Garde měla totiž dva syny a mladá a krásná Marie-Jeanne se brzy stala milenkou obou těchto bratrů, za což rychle následoval vyhazov ze služby.

## Zprodavačky hraběnkou
Po svém vyhazovu od paní de La Garde přijala Marie-Jeanne místo prodavačky ve vyhlášeném módním salonu La Toilette, hojně navštěvovaném pány z vyšší společnosti, kteří tu občas hledali vhodné dárky pro své manželky a milenky. Krásná Marie-Jeanne se sama stala milenkou několika z nich, a zaměstnání v tomto salonu jí v roce 1763 přineslo navíc i osudovou událost, když se seznámila s Jeanem du Barry. Jean du Barry pocházel z nevýznamné gaskoňské šlechtické rodiny a v Paříži byl znám jako sukničkář, hráč a kuplíř, téměř neustále sledovaný tajnou policií. Marie-Jeanne Bécu se stala milenkou pana du Barry a řídila jeho salon, ve skutečnosti luxusní nevěstinec. Své působení v salonu využila k navázání známostí s muži z nejvlivnějších šlechtických rodin a tak není divu, že se tato Jeanne Bécu na jaře roku 1768, v chodbách paláce ve Versailles, náhodou potkává se samotným králem Ludvíkem XV. Kdo konkrétně toto „náhodné“ setkání zinscenoval již dnes nelze zjistit, ale s největší pravděpodobností stál za tím vším jeden z jejích milenců, maršál Richelieu, setkání bylo každopádně pro všechny zúčastněné přínosem, jelikož neznámá dívka stárnoucího krále už na první pohled okouzlila. Aby se Jeanne mohla dostat ke dvoru, zbývalo učinit ještě jeden krok – rychle a dobře ji provdat a zajistit tak pro ni šlechtický titul. Naplnění tohoto úkolu se ujal Jean du Barry, který byl sice již sám ženatý, měl ale ještě svobodného bratra Guillauma. I přes četné protesty ostatních rodinných příslušníků se nakonec Guillaume du Barry oženil s milenkou svého bratra, prodavačkou a prostitutkou Marie-Jeanne Bécu, a učinil z ní hraběnku. Manžel se ihned po svatbě odebral zpět na své statky a jeho žena, hraběnka Jeanne du Barry, putovala rovnou za roztouženým králem do Versailles. Oficiálně byla ke dvoru uvedena 22. dubna 1769.

## Život udvora

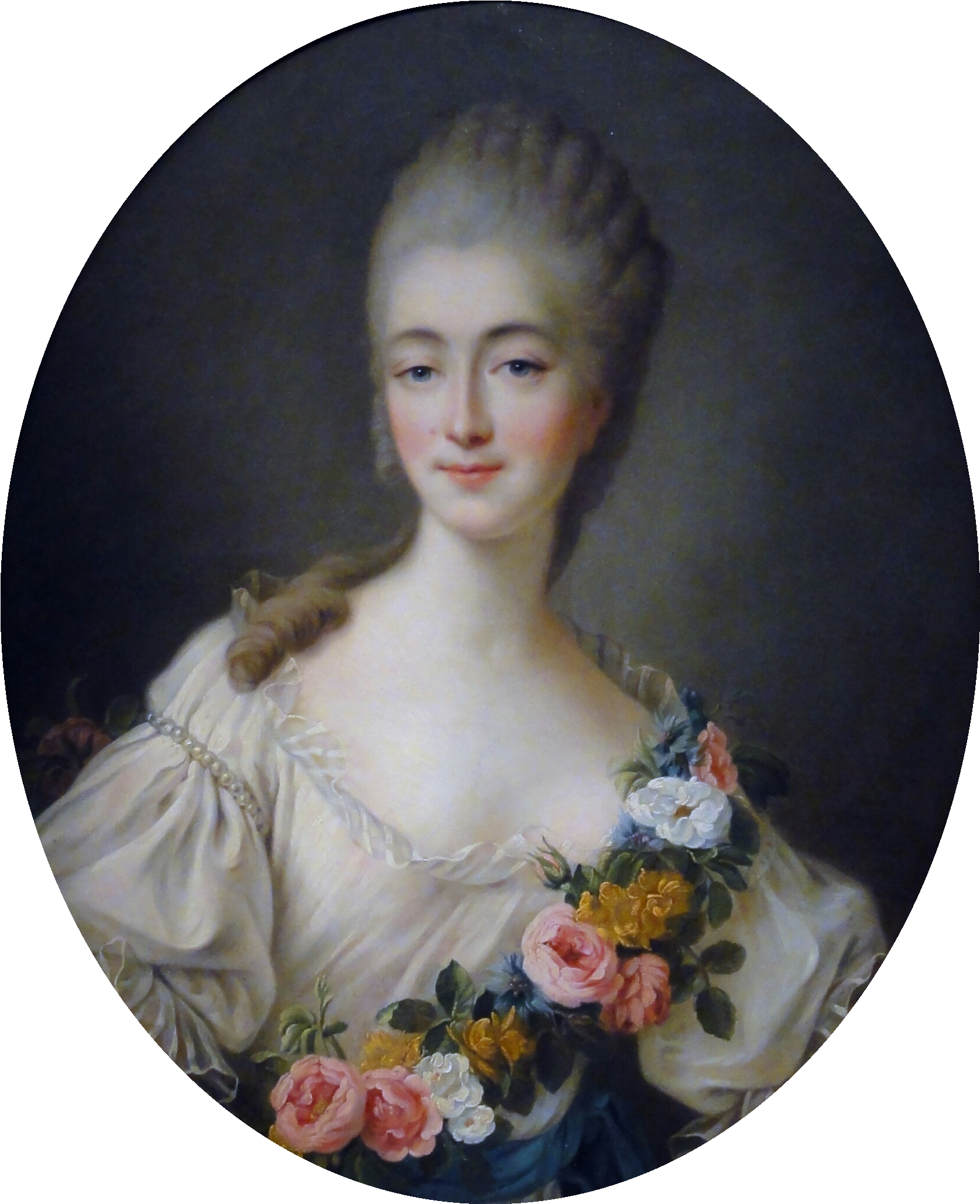
Madame du Barry jako bohyně Flora, François-Hubert Drouais, Paříž 1770–1774

Dvorská šlechta byla šokovaná tím, že se královou milenkou stala dcera švadleny a bývalá prostitutka, a tak se Marie-Jeanne du Barry setkala u dvora zpočátku se stejným opovržením a nenávistí jako její předchůdkyně madame de Pompadour. Madame du Barry touto neskrývanou nenávistí velmi trpěla, jelikož si ve své naivitě nebyla vědoma ničeho zlého, pro co by ji snad měl někdo nenávidět. Jejím největším nepřítelem u dvora se stal ministr zahraničí vévoda de Choiseul. Jeho intrikováni proti madame du Barry, a především proti samotnému králi, však nemělo dlouhého trvání a nakonec ho připravilo o místo, jelikož Ludvík XV. vévodu v roce 1770 zbavil ministerské funkce. V témže roce se však objevil nový a rovněž mocný nepřítel. Byla jí Marie Antoinetta, od 16. května 1770 manželka dauphina Ludvíka. S ní se spojily i dcery Ludvíka XV. a společně se snažily královu milenku znemožnit a následně zajistit její vyhnání od dvora. Na stranu madame du Barry se ale postavil její bývalý milenec, vévoda Louis-Francois de Richelieu, s jehož pomocí se začala utvářet skupina vlivných osob, podporujících u dvora zájmy madame du Barry. Dokonce i sama Marie Terezie nabádala pravidelně svou dceru Marii Antoinettu v dopisech k tomu, ať se s madame du Barry usmíří. Marie Antoinetta se ale nadále tvářila tak, jako by žádná madame du Barry neexistovala, což trápilo jak krále, tak i jeho milenku. Zásadní změna proběhla až 1. ledna 1772, kdy v rámci novoroční audience Marie Antoinetta poprvé oficiálně oslovila madame du Barry, čímž ji před veřejností vzala na vědomí. Pobyt madame du Barry u dvora skončil v roce 1774, po pětiletém vztahu s králem, když Ludvík XV. náhle zemřel na neštovice. Ještě před svou smrtí se král se svou poslední životní láskou rozloučil a požádal madame, aby odjela na zámek do Rueil. Den před svou smrtí vydal další příkaz, aby byla z Rueil odvezena do kláštera Pont-aux-Dames, čímž ji chtěl zřejmě zachránit před dalšími intrikami a nebezpečím, jelikož madame du Barry byla díky důvěrnému styku s králem nositelkou státních tajemství. Za zdmi kláštera, bez kontaktu s okolním světem, byla v bezpečí jak ona, tak i tajemství, která znala.

## Život vústraní
V klášteře v Pont-aux-Dames strávila rok života. Pak přišel rok vynuceného pobytu na zámku Saint-Vrain a na podzim 1776 byla madame du Barry konečně opět zcela svobodná. Usadila se na svém zámku v Louveciennes, kde přijímala své staré přátele z řad dvorské šlechty. Příkladně se také starala o své poddané, byla k nim velkorysá, podporovala sociálně slabé a získala si tím úctu a vděk obyvatel ze širokého okolí. Královský dvůr ji vzal opět na milost až v roce 1777, kdy bratr francouzské královny, císař Josef II., vyslovil během své návštěvy ve Francii přání, setkat se osobně s madame du Barry. Toto „náhodné“ setkání pak proběhlo v zahradě zámku Marly a císař si s madame du Barry zřejmě velmi dobře rozuměl, jelikož jejich soukromý hovor trval více než dvě hodiny.

## Konec starých časů
Madame du Barry žila i nadále v blahobytu a bezstarostně na svém zámku v Louveciennes, utrácela nemalé sumy za oblečení a šperky a užívala si poklidného života na venkově. Prožila také několik dalších milostných vztahů. Jeden velmi bouřlivý, s ženatým anglickým šlechticem lordem Henrym Seymourem, a jeden vztah poklidný, vyrovnaný a trvající dlouhá léta, vztah s vévodou de Brissac. Poklidný život v Louveciennes probíhal zpočátku nerušeně i poté, co v Paříži došlo k násilným nepokojům a 14. července 1789 k dobytí Bastily a nastal nezadržitelný sled revolučních událostí. Počátkem srpna 1789 byla zrušena feudální práva a část šlechty začala hromadně prchat ze země. Madame du Barry si ale v prvních letech Velké francouzské revoluce naprosto nepřipouštěla nějaké hrozící nebezpečí, navštěvovala často Paříž, tančila a bavila se na plesech a užívala si pozornosti po boku vlivného vévody de Brissac. V lednu roku 1791 došlo na zámku v Louveciennes k vloupání, při němž zmizely téměř všechny její šperky. V té chvíli ještě madame du Barry nemohla tušit, že tato nepříjemná událost bude mít pro její další život osudový význam. Měsíc po loupeži se ukradené šperky objevily v Londýně a lupiči byli dopadeni, což madame du Barry donutilo k tomu, aby se vydala do Anglie. Zde se pustila do vyřizování záležitosti s ukradenými šperky, ale zároveň se začala stýkat se svými přáteli, kteří tu žili v emigraci. Tyto styky neunikly pozornosti francouzské revoluční tajné služby a stejný zájem vzbudily také u anglické tajné služby. V následujících měsících se madame du Barry vydala do Anglie ještě dvakrát a pokaždé neopomněla štědrými finančními částkami vypomoci svým z Francie uprchlým přátelům. V srpnu 1791 anglický soud rozhodl, že se loupež šperků musí projednat ve Francii, tedy tam, kde byl zločin spáchán. Madame du Barry se tedy vrátila ze třetí cesty do zahraničí a předala rozhodnutí anglického soudu francouzské policii. Vnitropolitická situace v zemi se zatím značně vyostřila a král Ludvík XVI. se stal po svém nezdařeném útěku ze země zajatcem v Tuileriích. Milenec madame du Barry, velitel královské gardy vévoda de Brissac, byl následně zatčen a 2. září 1791 zavražděn rozvášněným davem během převozu do Versailles. Jeho uříznutou hlavu pak přivezli do Louveciennes a hodili ji k nohám zděšené hraběnky du Barry. Po těchto hrůzných událostech opustila hraběnka Francii a odjela opět do Anglie, kde si najala dům a strávila zde pět měsíců. Znovu přijímala a navštěvovala francouzské emigranty a stýkala se s nejvýznamnějšími anglickými aristokraty. Během svého pobytu v Anglii se také dozvěděla neuvěřitelnou zvěst o tom, že byl král Ludvík XVI. popraven.

## Poslední měsíce
Dodnes zůstává záhadou, proč madame du Barry přerušila svůj bezpečný pobyt v Anglii a 1. března 1793 se vydala zpět do Francie. Jedním z důvodů se zřejmě stala snaha domoci se majetku, který jí v závěti odkázal zavražděný vévoda de Brissac. Jisté je, že madame du Barry našla po příjezdu svůj zámek ve Louveciennes zapečetěný, jelikož byla považována za emigrantku a majetek jí zkonfiskovali. Proti tomuto nařízení se ohradila a majetek zanedlouho získala zpět. V červenci 1793 jí byl ale znovu zabaven a úřady jí dokonce uložily domácí vězení. Občané obce pohotově sestavili petici a postavili se na obranu madame du Barry, kterou chválili za její dobrotivost a milosrdenství, což na úřady zřejmě zapůsobilo a domácí vězení bylo po několika měsících zrušeno. 17. září 1793 ale vyšel nový zákon, podle něhož měli být zatčeni všichni ti, kteří se stykem, chováním, písmem nebo slovem projevili jako stoupenci starého režimu. 22. září 1793 tak byla hraběnka Marie-Jeanne du Barry zatčena a převezena do věznice Sainte-Pélagie v Paříži, její majetek byl zapečetěn a veškeré písemnosti zabaveny. Mimo jiné byla obžalována ze styku s nepřáteli Francie, z finanční podpory kontrarevoluce, z nepřátelství k revoluci, z mrhání státními penězi a mnoha dalších zločinů.
7. prosince 1793 byla odsouzena k trestu smrti gilotinou. Poprava byla stanovena na příští den v 11 hodin dopoledne. Když si madame du Barry vyslechla svůj trest, opustily ji síly a omdlela. Poslední noc života prožila v Conciergerie, kde se v zoufalství pokusila využít poslední příležitosti, jak si zachránit život. Prohlásila, že prozradí úkryty, kde jsou v Louveciennes zakopány její šperky, pod podmínkou, že jí darují život. Vyzvali ji, aby mluvila, a ona vypovídala celkem tři hodiny. Pak ji odvedli do cely, ostříhali jí vlasy a nasadili šedou kutnu. Teprve v té chvíli naivní hraběnka pochopila, že je s ní konec. Vstrčili ji na káru pro odsouzené a křičící a plačící ji odvezli na place de la Révolution, dnešní place de la Concorde (náměstí Svornosti). Zde byla 8. prosince 1793 ve věku 50 let v půl páté odpoledne popravena. Její smrt vešla do dějin. V době, kdy oběti revoluce vystupovaly na osudné lešení statečně a pařížský dav této podívané přivykl, ona sama křičela, prosila o smilování a bránila se. Její úpěnlivé poslední výkřiky: Encore un moment, monsieur le bourreau, un petit moment („ještě chviličku, pane kate, maličkou chvilku“) vzbudily v Pařížanech dojetí.

## Povaha a charakter madame du Barry
Jméno madame du Barry se stalo už za jejího života synonymem pro marnotratnost, lehkomyslnost, rozhazovačnost, zahálku, marnivost, prostopášnost a sexuální nevázanost. Této ženě však nelze upřít také řadu pozitivních vlastností. Především byla dobrotivá, citlivá, velkorysá a nesnášela nespravedlnost. Díky jejímu nízkému společenskému původu jí byla po celý život zcela cizí stavovská pýcha a nerozlišovala mezi šlechticem a sedlákem, když šlo o soucit a pomoc. Často se před králem zastávala odsouzených na smrt a nejednomu člověku tak zachránila život. Její dobrotivost se tak roznesla, že téměř každé odpoledne pořádala audienci, při níž prosebníky vyslechla a skutečně se jim také snažila pomoci. K dobru lze madame du Barry přičíst i to, že se během svého pobytu ve Versailles vůbec nevměšovala do politiky, což bylo způsobeno také tím, že byla velmi naivní a neměla ctižádost ani všeobecný přehled, jako její předchůdkyně madame de Pompadour.